# 悠久山
悠久山（ゆうきゅうざん）は、新潟県長岡市の市街地東部に位置するなだらかな山で、海抜115メートル。

## 概要

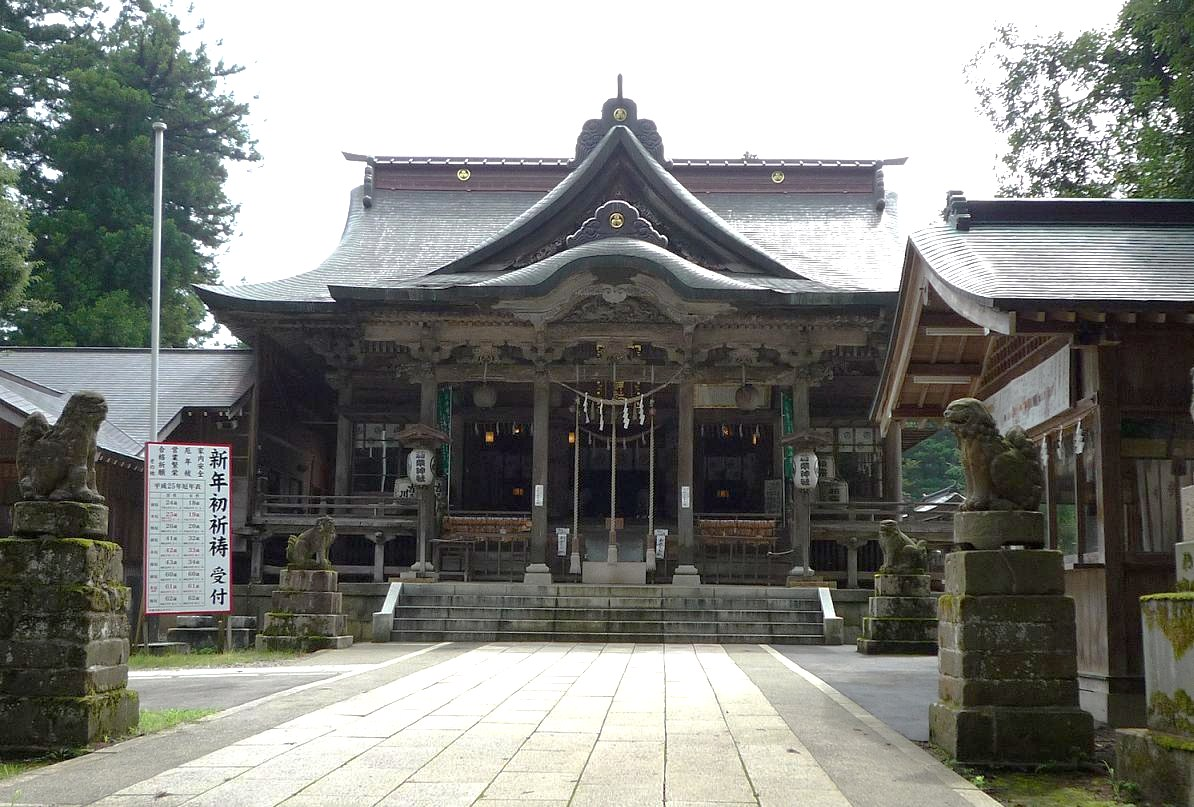
蒼柴神社

旧名は三官山と呼ばれる禿山だったが、越後長岡藩3代目藩主牧野忠辰により佐渡国産の杉が植樹される。
この縁で10代目藩主牧野忠精により長岡城城内東隅にあった牧野忠辰を祭神とした蒼柴神社が移転され、「蒼柴の杜」とも呼ばれた。蒼柴神社移転に併せて入込無用殺生禁断の聖地とされ、社地を「悠久山」と命名した。
1982年に済海寺旧越後長岡藩主家牧野家墓所の悠久山への改葬が行われる。
地元では「お山（御山）」の愛称で親しまれており、悠久山の西側には桜の名所で知られる悠久山公園が位置している。サクラは忠辰の愛好した花で「お山の千本桜」と称される。
公園内には悠久山スキー場があったが、1999年に閉鎖した。また、長岡市悠久山野球場や長岡大学、長岡工業高等専門学校が悠久山に面しているかたちで存在している。
悠久山断層の活動によって出来上がったとされており、2004年の新潟県中越地震では悠久山周辺地域の被害が長岡市の中心部に比べて大きかった。

## 名の由来
悠久山の名の由来は「中庸」の一節『博厚配地高明配悠久無疆』からとったものである。